# 石津太神社
石津太神社（いわつたじんじゃ）は、大阪府堺市西区にある神社である。旧社格は村社。
同市堺区石津町の石津神社（いしづじんじゃ）とともに、式内小社「和泉国大鳥郡 石津太神社」の論社であり、どちらも「日本最古の戎社」を称している。

## 祭神
蛭子命・八重事代主命・天穂日命（石津連の祖神）を主祭神とし、天照大神（靱大神宮）を配祀する。神社合祀により建御名方富命を合わせ祀る。

## 歴史
この地は元は浜辺であり、伝承では、伊奘諾命・伊奘册命によって流された蛭子命がこの地に漂着し、携えてきた五色の神石を置いたという。蛭子命が漂着した場所を「石津の磐山」、「五色の石」を置いた場所を「石津」という。鳥居の前の交差点に「五色の石」を地下に埋めたとされる場所があり、その場所を示す地上部分に石が置かれている。
孝昭天皇7年8月10日、勅命により蛭子命を祀る社殿を造営し、八重事代主命・天穂日命を合祀した。平安朝以後、朝廷の崇敬を受け、幾度の御幸の記録もある。かつては広大な社領を有していたが、元和年間以後、数度の兵火により社殿を焼失した。豊臣秀吉が大阪城を築城した際、裏鬼門の鎮守神として崇敬し、木村重成は社殿復興のために黄金を寄進した。明和5年、神札頒布について係争していた西宮神社（西宮戎）と和解した。全国に崇敬者があり、明和6年には江戸湯島天神、坐摩神社で出開帳をしている。
石津川北岸の大阪湾手前の河口には、葦舟に乗った蛭子命（戎大神）が漂着したと伝えられる場所があり、現在は御旅所として祀られている。
明治5年（1872年）に村社に列格した。明治41年、浜寺村大字船尾の諏訪神社を合祀した。
鳥居の前には紀州街道が南北に走っている。

## 社殿
江戸時代前期に造営された本殿が二殿あり、蛭子命・八重事代主命・天穂日命を祀る北殿は一間社流造、建御名方富命・天照大神を祀る南殿は一間社春日造である。宝暦年間に造営された両殿に共有する割拝殿は入母屋造となっている。
境内末社に磐山稲荷社、八幡神社、白蛇社がある。
境内には、蛭子命が腰を掛けたと言われる大石が存在する。蛭子命が漂着されたと伝承される御旅所は石津川北岸の元海岸の地にある。
鳥居の扁額は三条実美が参拝時に書いたとされている。

## 祭事
毎年、12月14日には「泉州の奇祭」と言われる「ヤッサイホッサイ祭り」と呼ばれる火祭が行われる。これは、往古蛭子命が漂着した際、付近の住民が篝火を炊いて迎えたと言う古儀に因む。
願い事を書いた紙を貼った108束のご神木を参道に積んで神職が点火し、燃えて倒れた方角で吉凶を占う。東に倒れることを「おかましや」といい豊穣に、西に倒れることを「はまましや」といい豊漁になると言われる。次いで戎神に仮装した神人を3人の男衆が担ぎ、火渡りを3度繰り返し社地を3周する際に「やっさいほっさい」と言う掛声をする。戎神の火渡りが終わると参拝者たちが火渡りを行う。もみ消した灰や燃え殻は、歯痛などの痛み止めや厄除けになると信じられている。
なお、類似した名称の祭りとして、千葉県木更津市で行われる「やっさいもっさい」があるが、こちらは火渡り行事ではなく踊りであるため無関係である。